# Schwartzia lozaniana
Schwartzia lozaniana är en tvåhjärtbladig växtart som beskrevs av Gir.-cañas. Schwartzia lozaniana ingår i släktet Schwartzia och familjen Marcgraviaceae. Inga underarter finns listade i Catalogue of Life.